# 보수당 (영국)

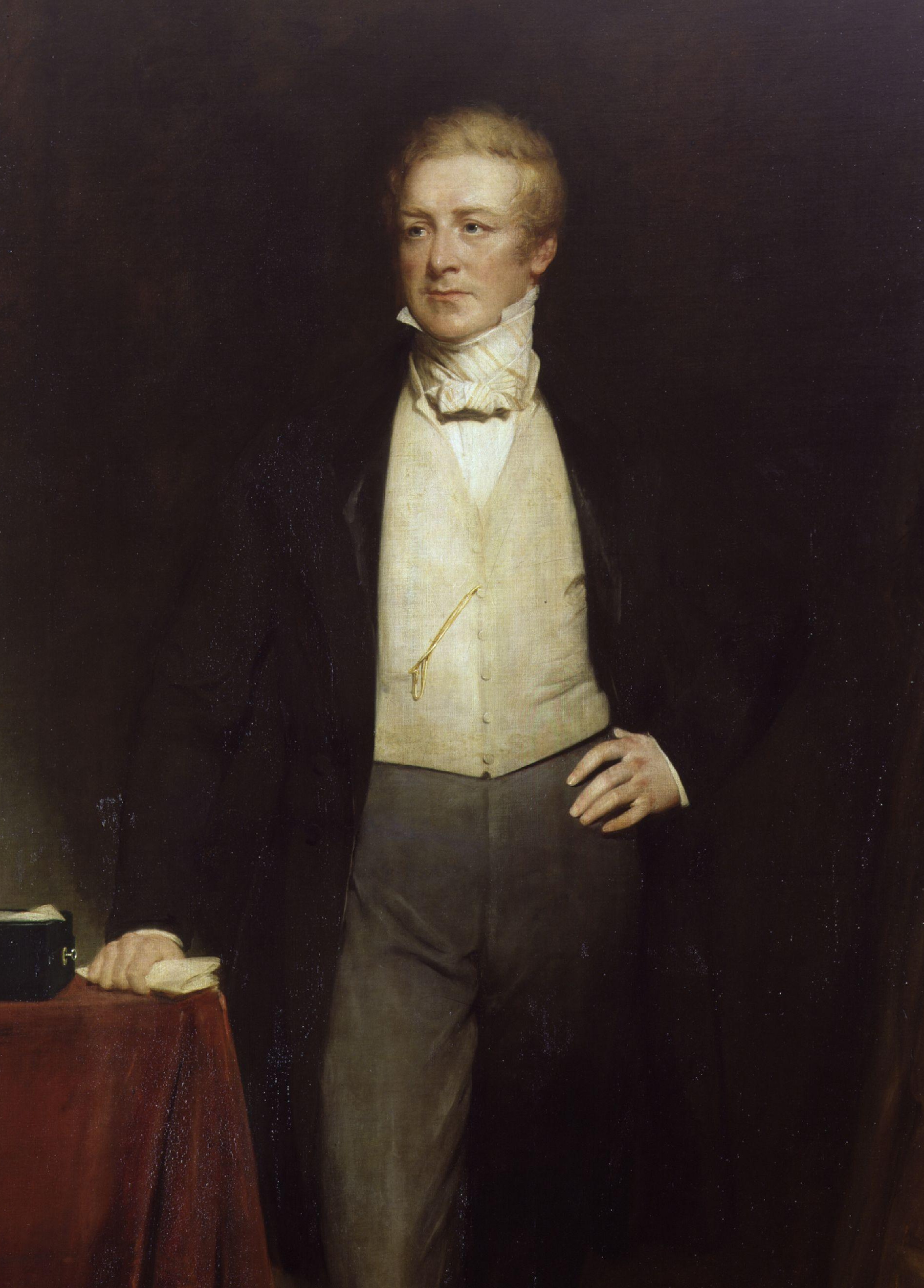
보수당의 창당자 로버트 필 총리

보수연합당(영어: Conservative and Unionist Party), 줄여서 보수당(영어: conservative party)은 영국의 보수주의·영국연합주의 성향 정당으로, 노동당과 함께 영국의 두 주요 정당 중 하나이다. 과거 영국의 집권여당으로, 2010년부터 집권하여 가장 최근의 선거인 2019년 영국 총선에서 승리하였다. 정당의 성향은 우익에서 중도우파이며 세부적으로는 일국보수주의, 대처리즘, 전통보수주의 등 다양한 이념을 아우르고 있다. 보수당은 해마다 보수당 전당대회를 개최하며 당내 중진인사들이 정당정책을 도모한다. 현재는 야당이다.
보수당은 1834년 토리당의 후신정당으로 창당되었으며 19세기 자유당과 함께 영국 정계를 주도하는 정당이었다. 특히 대영제국의 전성기를 누리던 벤저민 디즈레일리 총리 집권기에는 정계에서 절대적인 역할을 행사하였다. 1912년에는 별개의 정당이던 자유연합당이 보수당에 합류함으로서 '보수연합당'이라는 정식명칭을 지니게 되었다. 1920년대부터는 자유당의 몰락과 함께 노동당이 주요 상대정당으로 부상하였으며, 보수당과 노동당간에 집권 다툼을 위한 노력이 20세기 말까지 계속되어 왔다.
보수당은 예로부터 보호무역주의를 지지해 왔으나 1980년대 마거릿 대처 정권 이래 자유시장과 규제완화, 민영화, 시장화 등 경제자유주의 정책을 주로 채택하는 모습을 보이고 있다. 한편 영국의 구성국에 대해 연합왕국으로 남아야 한다는 영국연합주의 성향으로서 아일랜드 통일과 스코틀랜드 독립운동, 웨일스 독립운동에 반대하며 지방분권에도 비판적인 자세를 취하고 있다. 과거 대영제국의 유지와 지속에 힘을 보태는 입장을 보여 왔으며, 유럽 연합 (EU)에 대해서는 친유럽주의 파벌이 혼재된 가운데 유럽회의주의적 자세를 취하고 있다. 사회현안에 대해서도 사회보수주의적 입장을 취해 왔으나 지금도 이러한 입장을 고수하는 파벌이 있는가 하면, 보다 자유주의적인 입장을 취하는 파벌도 존재한다. 국방정책의 경우 자체 핵무장을 지지하며 나토 회원국 유지를 지지하고 있다.
근대 영국의 정치사에서 영국은 도시와 농촌 간의 정치성향 분열이 심화되어 왔는데, 보수당의 경우 잉글랜드의 농촌과 교외지역의 부유한 주택소유자와 사업가, 농부와 중산층을 주요 지지층으로 삼고 있다. 다만 2016년 브렉시트 국민투표 이후에는 전통적인 노동당 지지성향인 노동계층 유권자들을 겨냥하려는 모습도 보이고 있다.

## 역사

### 기원
보수당은 17세기에 형성된 토리당에서 유래되었다. 토리당은 이전 윌리엄 피트가 총리로 집권하였을 때에는 주로 '독립 휘그당'이나 '피트'파로 불리었으며 피트가 죽은 후 다시 토리라는 이름으로 불리었다.
'보수' (Conservative)라는 이름은 1830년부터 쓰이기 시작하였으며 1834년 로버트 필이 신임 당대표에 취임하면서 공식적으로 쓰이기 시작하였다. 필은 휘그당과는 차별되는 정당으로서 근대적인 재편을 위해 '보수당'으로 재창당하였으며, 토리당 선거운동의 공약집에 사용하면서 공식적으로 쓰기 시작하였다. 로버트 필은 1841년부터 1846년까지 집권하였으나 곡물법 폐지로 정권이 자유당으로 넘어가며 대표직에서 사퇴하였다.

### 자유연합당과의 협력과 합당 (1867년~1914년)
19세기 후반 영국의 정치사는 투표권 확대로 대표되는데, 당시 보수당도 에드워드 스미스스탠리 백작과 벤자민 디즈레일리 정권 시기에 이르러 대중을 향한 정치에 힘을 쏟을 수밖에 없게 되었다. 특히 벤자민 디즈레일리 총리는 1867년 개혁법 제정으로 선거권 확대를 주도하였다. 이후 자유당의 윌리엄 유어트 글래드스턴 총리가 선거권 추가 확대를 추진하자 보수당은 반대하는 모습을 보였으나 결국 1884년 개혁법을 제정함으로서 대세에 굴복하였다. 1886년 보수당은 스펜서 캐번디시와 조셉 체임벌린이 이끌던 신당 자유연합당과 선거연합을 이루었으며 로버트 세실 총리와 아서 밸푸어 총리를 거치며 집권에 성공하였다.
1905년 보수당은 자유무역 관련 현안으로 분열 위기를 맞았다. 자유무역을 비판하는 입장에 서 있던 체임벌린과 자유무역을 옹호하며 당내 반대파에 앞장서던 윈스턴 처칠로 갈라진 것인데, 밸푸어 총리는 체임벌린의 손을 들어 보호무역주의 법안을 발의하게 되었다. 결국 처칠은 야당인 자유당에 입당하였으며 1925년 복당하게 된다. 탈당자가 늘어나자 밸푸어 총리는 당내 신임을 잃고 그해 12월 당대표직에서 물러났다. 후임 총리로는 자유당의 헨리 캠벨배너먼이 취임하여 1906년 1월 조기총선을 선언하였으며 그 선거에서 자유당은 압승을 거두게 되었다. 자유당 총리 H. H. 애스퀴스가 수많은 개혁법안을 제정하는 동안 자유연합당은 기초적인 당조직의 복구에 힘썼다. 다음 총선은 1910년 1월과 12월 두 차례에 걸쳐 치러졌으나 보수당과 자유당의 의석수 모두 어느 한쪽을 압도하지 못했고, 자유당이 아일랜드 의회당과의 연정에 성공해 집권하게 되었다.
1912년 자유연합당과 보수당은 정식으로 합당하여 '보수연합당'이 되었다. 비슷한 시기 아일랜드 독립 문제가 불거지자, 보수당은 아일랜드의 자치권 부여에 반대하는 입장을 유지하며 연합주의 정당으로 이름을 알리게 되었다. 아일랜드에서는 아일랜드 자치에 반대하는 연합주의 성향의 정치운동가들을 중심으로 아일랜드 연합주의 동맹이 1891년 창당되었는데, 이 정당 소속 국회의원들이 하원에서 보수당 원내총무를 맡게 되었고 1922년까지 사실상의 보수당 아일랜드 지부로서 활동하였다. 1911년 당대표로 취임한 보너 로 체제부터는 당내 극우파의 억제와 당조직 강화를 이끌어 내면서 위축됐던 당내 분위기가 다시 살아나게 되었으며, 사회정책의 건설적 논의에 약간의 진전을 이루어냈다.

### 두 차례의 세계대전 (1914년~1945년)

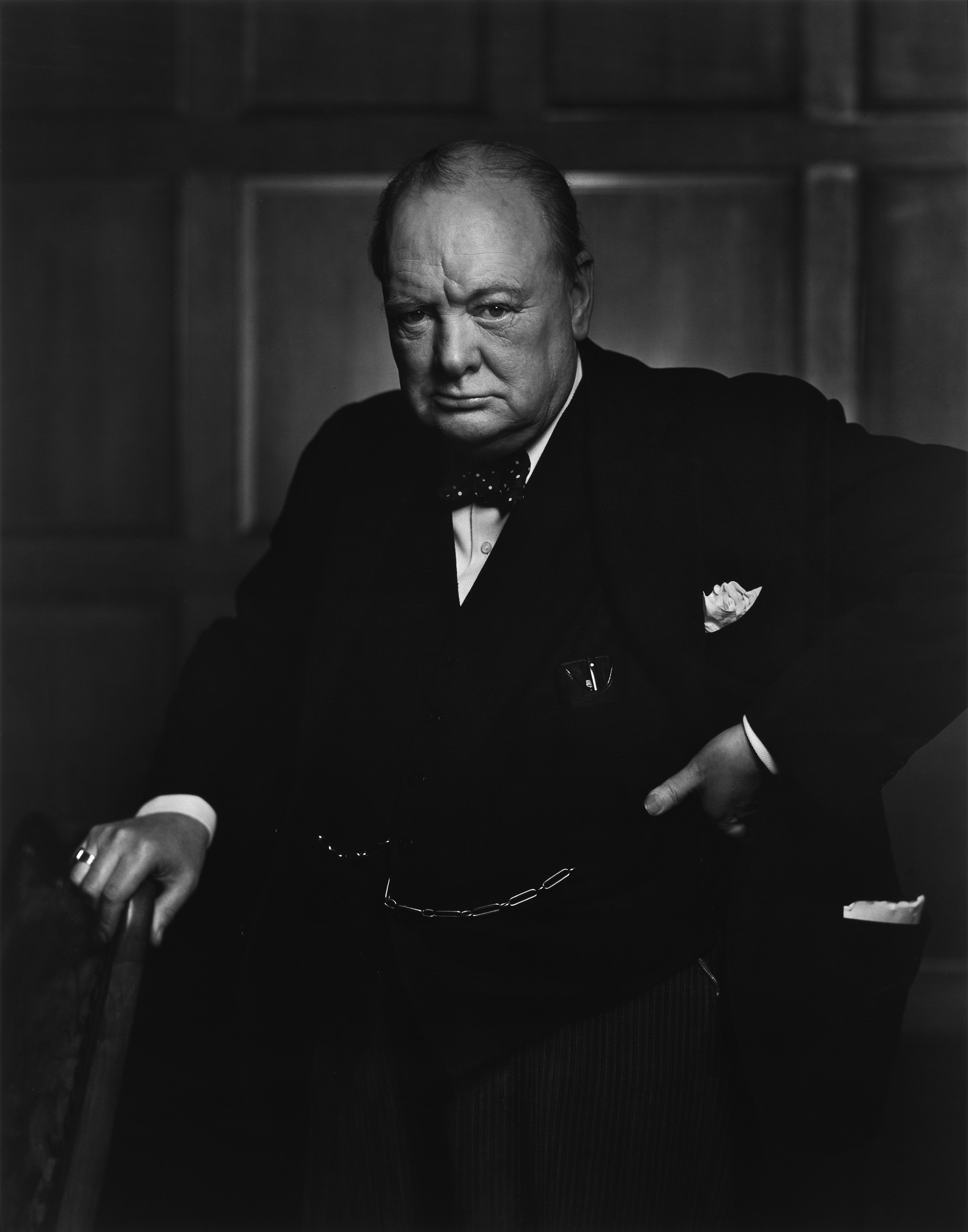
두 차례의 보수당 총리를 지낸 윈스턴 처칠

제1차 세계 대전이 발발할 당시 그전까지 전쟁에 거의 반대하는 입장이었던 자유당과는 달리 보수당 지도부는 독일에 맞서 프랑스를 돕는 방안에 적극 지지하는 입장을 취했다. 자유당 정부는 전쟁 발발 후에도 정권을 유지하다 1915년 포탄 부족으로 인한 대란이 발생하면서 전쟁대비가 제대로 이뤄지지 않았다는 비판으로 명성을 크게 실추하게 되었다. 결국 1915년 5월 자유당은 보수당을 비롯한 모든 정당이 참여하는 거국일치 내각을 조각하게 되었다.  1916년 자유당의 데이비드 로이드 조지 총리가 취임하였으나 머지않아 자유당의 분열사태가 벌어졌고 이어지는 1918년 영국 총선에서 보수당이 압승하며 정권을 차지하게 되었다. 이 시점부터 자유당은 단 한번도 집권에 성공하지 못했으며 1920년부터는 자유당을 대신해 노동당이 보수당에 맞서는 주요정당으로 부상하게 되었다.
제1차 세계 대전 이전의 보수당은 극심한 분열을 겪고 있었으며 특히 아일랜드 연합주의 성향과 더불어 선거 3연패로 인한 후유증이 그 원인이었던 것으로 분석된다. 그러나 세계대전을 기점으로 당내 분위기가 결속되고 새 지도부를 발굴하는가 하면 아일랜드 문제나 사회주의, 선거제도 개편, 경제개입 문제에 관한 정치적 입장을 정리하고 애국심을 강조할 수 있게 되었다는 평가다. 특히 노동당의 부상에 따라 이를 경계하기 위한 차원에서 반사회주의 성향을 새롭게 띄게 되었으며, 선거개혁이 화두에 오를 때에도 자신들의 주 지지세력인 잉글랜드 농촌지역에 대한 보호에 힘쓰게 되었다. 여기에 1920년대 들어 새 유권자로 떠오른 여성들을 향해 애국주의를 중심으로 공략해 나갔다는 평가다.
1922년 영국 총선에서 거국일치 내각이 종결됨과 동시에 보수당이 단독 집권하게 되었다. 총선을 승리로 이끈 보너 로는 건강 문제로 총리 자리를 스탠리 볼드윈에게 넘겼다. 이듬해 1923년 영국 총선에서 램지 맥도널드 총리의 노동당 소수정부가 출범하였으나 다시 1924년 영국 총선에서 보수당이 제1당으로 복귀함에 따라 집권하게 되었다. 5년 후인 1929년 영국 총선부터는 노동당 소수정부가 출범하였다. 이 시기 보수당은 1923년 노엘 스켈턴이 주창한 '재산소유 민주주의' (property-owning democracy)가 알려지면서 당의 핵심원칙으로 삼게 되었다.
1931년 영국 총선에서 노동당이 다시 야당으로 되돌아갔으나 보수당 역시 과반을 넘기지 못한 상태에서 자유당과 노동당의 당내파벌, 즉 '국민자유당'과 '국민노동당'으로부터 의원수를 보완받아 연립내각을 꾸렸다. 제2차 세계 대전 시기였던 1940년 5월에는 전시상황임을 감안하여 정당간의 균형잡힌 내각참여가 보장된 윈스턴 처칠 총리의 국가정부가 출범하였으며 1945년 종전까지 집권을 이어나갔다.

### 전후 합의 체제 (1945년~1975년)

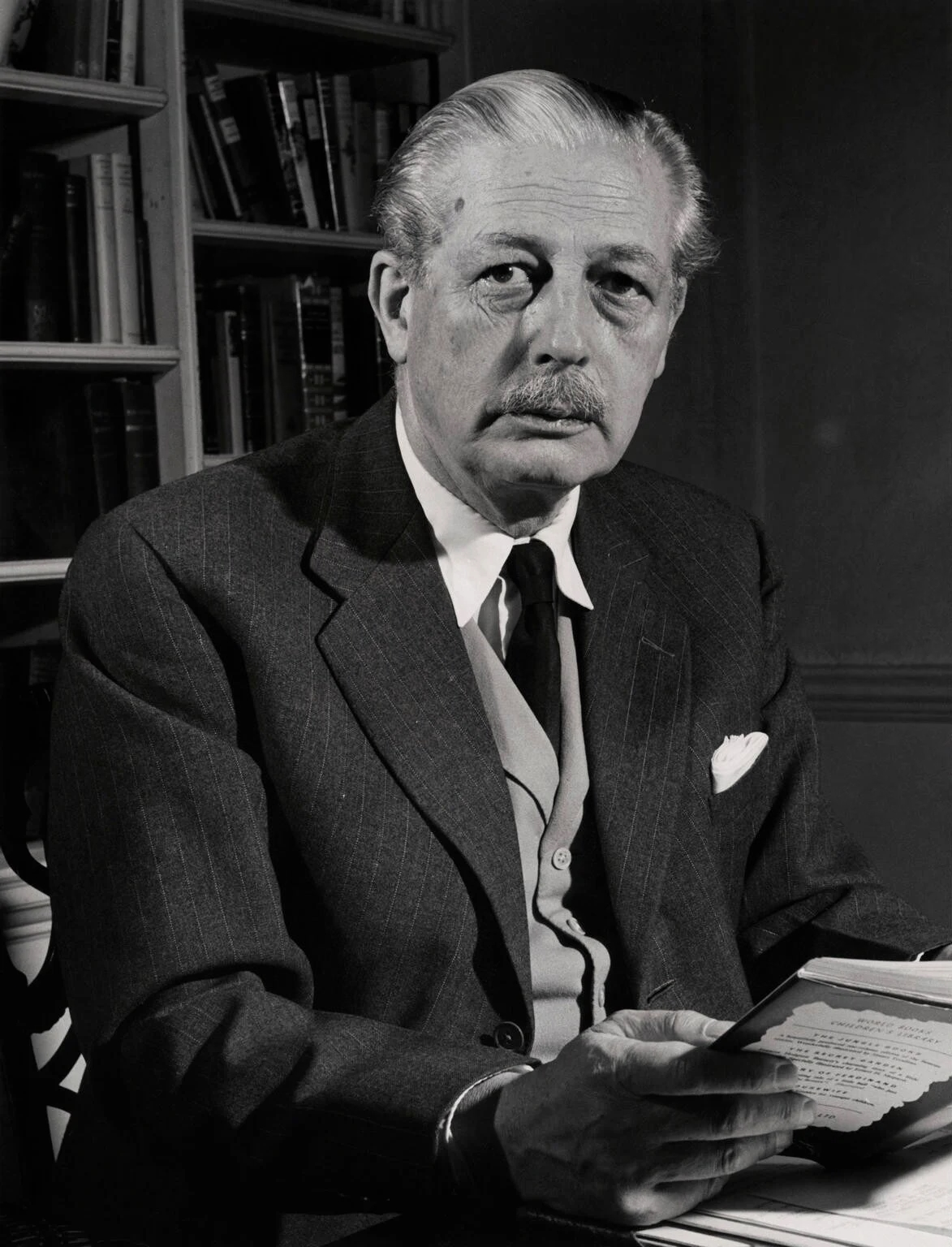
해롤드 맥밀런 총리

전쟁 직후 치러진 1945년 영국 총선에서는 복지국가를 주창한 노동당이 압승을 거두면서 야당으로 되돌아갔다. 이 시기 보수당은 식량배급과 물자난, 긴축정책, 관료주의 등을 향한 국민들의 분노를 이용하는 전략을 펼쳤다. 이념 면에서도 노동당의 사회주의, 평등주의 정책에 대한 불만에 주목하여 중산층 유권자들을 결집시킴으로서 다음 총선에서의 정치적 재기를 노렸다.
한편 보수당은 정당조직의 현대화에도 힘썼다. 1947년 보수당은 혼합경제와 노동권 보장에 관한 '전후합의' (post-war consensus)를 승인하는 내용이 담긴 〈산업헌장〉 (Industrial Charter)을 발행하였다. 1948년에는 데이비드 맥스웰 파이프가 주도하는 정당개혁을 위한 연구위원회가 출범하여 1949년 '맥스웰 파이프 보고서'를 출간하게 되었다. 이 보고서에는 보수당 하원의원들의 다양성을 높이려면 지역구 조직이 후보자들에게 거액의 기부금을 요구하는 관행을 금지해야 하며, 중앙당 차원에서의 모금운동을 확대해야 한다는 결론이 담겼다. 실제로 이 같은 관행은 지역구 정당조직에 실질적인 권력이 돌아가며 후보자들을 획일적으로 만드는 데 일조하고 있었다. 윈스턴 처칠 당대표도 정당조직의 현대화를 위해 프레데릭 마퀴스를 보수당 의장으로 임명하여 지역 당조직을 재건하고 당원권과 활동자금, 주요현안에 대한 전국적인 호소력을 갖추기 위하여 노력하였다.
1951년 영국 총선은 득표율에서는 노동당에 뒤졌으나 의석수에서 근소차로 앞서며 승리하였으며 윈스턴 처칠이 영국 총리로 다시 취임하였다. 보수당은 1954년 배급제를 중단한 것을 제외하면 노동당이 가꾸어놓은 복지국가 정책을 상당수 받아들였으며 '전후합의'를 지키는 모습을 보였다. 노조에 대해서도 유화적인 자세를 취하는가 하면, 1953년 철강과 도로운송 사업을 민영화하기도 하였다.
이후 보수당은 1955년 영국 총선과 1959년 영국 총선에서 제1당 다수당에 오르며 윈스턴 처칠, 앤서니 이든, 해럴드 맥밀런, 앨릭 더글러스흄을 차례대로 총리로 배출하며 13년간의 집권을 이어갔다. 처칠의 후임으로 나선 앤서니 이든은 수에즈 위기를 자초하며 외교적 굴욕에 직면하였으나 그의 뒤를 이은 해럴드 맥밀런은 외교적 부담을 최소화하고 국내현안과 경제적 번영에 집중하는 모습을 보였다. 이 시기 보수당 정권은 비교적 자유주의적인 무역규제와 국가개입의 최소화를 꾀하였으며, 연금수당의 실질인상률 49%, 질병실업수당 실질인상률 76%, 보충수당 실질인상률 46% 등의 소득증진을 이끌어냈다.
그러나 13년간의 보수당 집권기는 '낭비된 13년' (Thirteen Wasted Years)이란 유명 슬로건으로 비판받으며 야당인 노동당의 집중 공세 대상이 되었다. 여기에 보수당 내부의 우익 파벌로부터 사회주의 정책에 관용을 베풀고 노조의 합법적 권리를 규제하지 않으려는 중앙당의 행보를 비난하는 목소리도 존재했다. 또한 해럴드 맥밀런과 앨릭 더글러스흄이 당대표가 되는 과정에서도 이른바 '매직 서클' (Magic Circle)로 불리는 불투명한 협의과정으로 선출되었다는 논란이 제기되었으며, 결국 1964년 영국 총선에서 노동당에 정권을 빼앗긴 것을 계기로 공식적인 당대표 선거절차가 마련되어 1965년 에드워드 히스가 신임 당대표로 취임하게 되었다.

에드워드 히스 총리

1970년 영국 총선에서 재집권하게 된 에드워드 히스 총리의 보수당은 유럽경제공동체 (EEC) 가입을 적극 추진하여 실현시켰으며, 이후 유럽연합 (EU) 내 영국의 영향력을 확보하는 계기로 작용하였다. 그러나 EEC 가입은 친유럽이냐 반유럽이냐에 따른 성향차로 인하여 보수당 내에서 상당한 논란을 일으켰다. 여기에 1973년부터 2년간 지속된 경기침체와 더불어 영국 산업의 쇠퇴와 연이은 파업사태로 노조 통제에 실패했다는 당내 비판 목소리가 강력해지게 되었다.
에드워드 히스 총리는 취임일로부터 최대 5년의 임기가 주어졌으며 1975년 중반까지 총선을 미룰 수 있었다. 그러나 광부들의 파업으로 인한 국가비상사태를 계기로 국민들의 지지를 확보하기 위하여 1974년 2월 총선을 실시하는 강수를 두었다. 그런데 이 선거에서 보수당도 노동당도 제1당을 차지하지 못하는 결과로 이어져 버리면서 연임을 노리던 히스 총리의 시도도 물거품이 되었다. 에드워드 히스 총리는 자유당과 연정 협상에 나섰으나 결렬되었고 결국 재선거를 선언하였다. 이후 치러진 1974년 10월 영국 총선에서 노동당이 의원수 과반으로부터 3석을 초과하는 아슬아슬한 승리를 거두며 단독으로 집권하게 되었다.

### 마거릿 대처 (1975년~1990년)

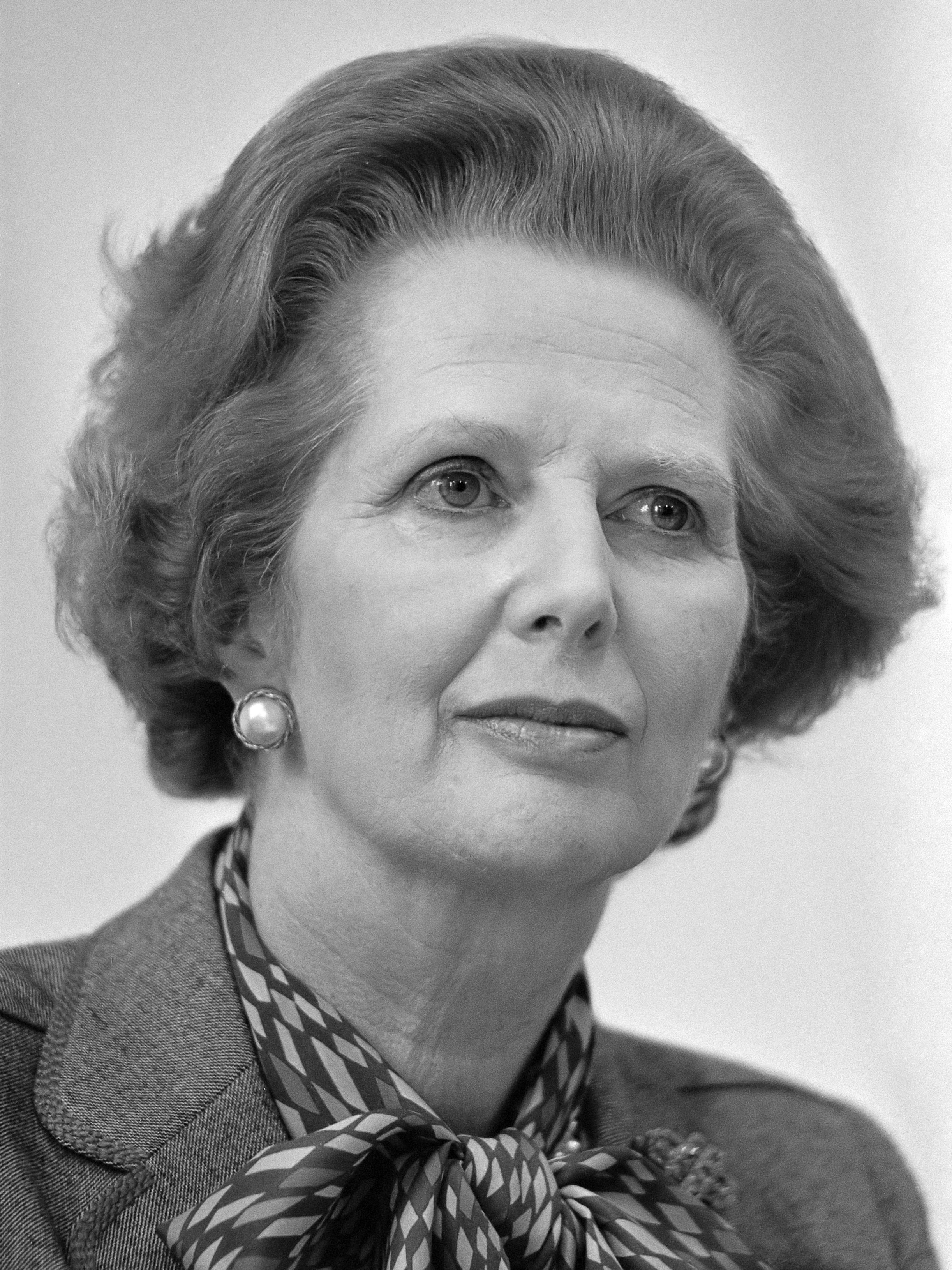
마거릿 대처 총리

보수당이 야당으로 전락하자 에드워드 히스 대표는 당내 지지력을 상실하였고 이어진 1975년 영국 보수당 대표 선거에서 마거릿 대처 후보가 신임 당대표로 당선되었다. 보수당 역사상 최초의 여성 당대표가 된 마거릿 대처는 1979년 영국 총선에서 단순한 공약목록을 벗어나 당의 철학에 초점을 맞춘 공약집을 선보였고, 노동당의 경제실책에 대한 심판 분위기에 힘입어 보수당이 승리하면서 영국 총리로 취임하게 되었다.
마거릿 대처 총리는 전후합의에 기반한 온건자유주의 노선을 버리고 그간 국유화, 강력노조, 과도규제, 높은 세율, 관대한 복지국가 등을 용인해왔던 당 정책을 철폐하였다. 대처 총리는 국민 보건 서비스 (NHS)에 대해서는 손대지 않고 냉전시대에 걸맞은 전후합의를 추진하기는 하였으나 나머지 분야에 대해서는 해체하고 타도하려는 자세에 임했다. 특히 전후합의를 대체하기 위한 새로운 우파 이념으로서 '대처리즘'을 만들었는데 이는 프리드리히 하이에크나 밀턴 프리드먼 등의 영미권 석학들의 자유주의적 사회경제이념을 기반으로 하였다. 대처 총리는 사회민주주의 이념에 따른 정부정책이 범람하면서 영국 경제의 장기적인 침체에 기여하고 있다고 보았다. 따라서 대처 정권은 노동조합의 권력을 억제하고 공공산업과 공공시설을 민영화함으로서 공적 분야를 자유시장화하는 경제적 자유주의 정책을 추진하게 되었다.
대처 집권기에 시행됐던 민영화 정책 가운데 성공을 거두었다는 평가를 받는 것은 정부의 보조금으로 운영되던 시립주택 (Council House)을 민간에 분양, 즉 공공주택 세입자들에게 자신들이 사는 유리한 가격에 구매할 수 있게 바꾼 것이다. 공공주택의 민간분양 정책 자체는 1940년대 후반에 대두된 방안이었으나 전후 합의를 준수하는 보수당 입장에서 지지를 얻기에는 부담스러운 정책이었다. 그러나 전후합의에서 벗어나기로 결정한 대처 정권으로서는 1920년대 보수당에서 대두된 재산소유 민주주의 이념과도 맞물린다는 점에서 거리낄 이유가 없었다. 정책 시행에는 경제환경의 변화도 한몫하였는데, 이미 1960년대 말부터 보수당이 제1당인 지방의회에서 지역 주택가의 민간반양으로 시재정에 보탬이 되도록 한 사례가 등장했으며, 1970년대부터는 노동계층의 대다수가 자가를 보유할 만큼 충분한 수입을 갖추고 있었다. 따라서 이들에게는 통상 분양가보다 대폭 할인된 공공주택이 매물로 나온다는 사실에 적극 환영하는 모습을 보였다. 이렇게 탄생한 자가보유 계층들은 보수당 표심에 기여하게 된다는 것이 마거릿 대처 총리의 계산이었고 실제로도 그러하였다.
사회정책 면에서는 높은 실업률과 광부 파업에 대한 강도높은 진압으로 비판을 받기도 했다. 대처 정권 초창기였던 1979년~1982년 영국 실업률은 2배로 증가하였는데, 이는 인플레이션에 대한 대처 총리의 통화주의 정책에서 상당수 기인하였다. 1979년 총선 당시 영국의 물가인상률은 작년도 노동당의 캘러헌 총리 시절보다는 감소한 9%로 집계됐으나, 대처 정권 첫 2년간은 20% 이상으로 폭등하였다. 그러나 1983년 6월 발발한 포클랜드 전쟁에서 대처 총리는 영국군을 파견하는 초강수를 둔 끝에 승리하고, 영국 경제도 회복세를 보임에 따라 보수당이 정당지지율 1위로 복귀하는 모습을 보였다. 결국 그해 치러진 1983년 영국 총선에서는 야당으로 전락한 노동당의 지지도 하락과 분열이라는 호재와 더불어 압승을 거두었다. 이후로도 물가인상률과 실업률 하락으로 영국경제가 확실한 성장세를 이어나갔으며, 1987년 6월 치러진 영국 총선에서도 연승하는 계기로 작용하였다. 이로서 대처 총리는 3연임을 기록한 보수당 총리에 등극하게 되었다.
1989년 지방재정 건전화를 노리고 지역주민세 (속칭 인두세) 도입을 추진하였으나 인두세 폭동으로 비롯되는 국민들의 거센 반발에 직면, 총리의 지도력에 도전한 마이클 헤셀틴 의원 주도의 당내 갈등으로 번지면서 대처 총리의 정치적 몰락으로 이어졌다. 결국 1990년 11월 28일 마거릿 대처는 11년간의 긴 집권기를 끝내고 총리직을 사임하였다.

### 존 메이저 (1990년~1997년)

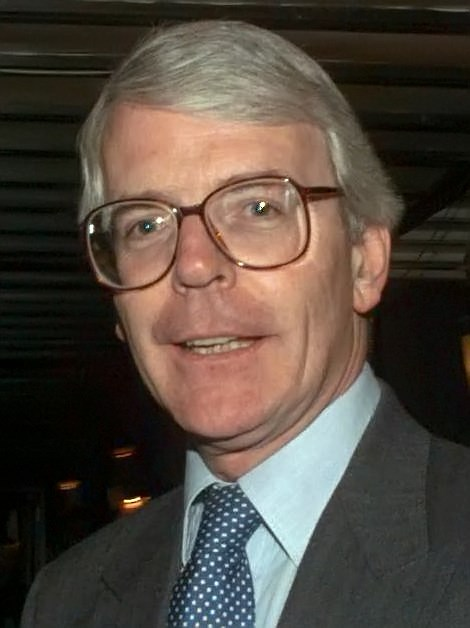
존 메이저 총리

1990년 11월 27일 치러진 보수당 대표 경선에서 존 메이저가 당선되어 신임 영국 총리가 되었다. 존 메이저의 당선은 내홍에 직면해 있던 보수당에 재기의 기회를 제공했다. 당시 여론조사기관 MORI가 실시한 정당지지율 조사에 따르면 대처 사임 직전주에는 보수당이 노동당보다 11% 뒤져 있었으나, 그로부터 2달 뒤 존 메이저 정권 출범 직후에는 보수당이 근소차로 1위를 탈환하는 모습을 보였다. 이듬해 1991년 한 해는 보수당과 노동당이 번갈아 여론조사 1위를 차지하며 추후 있을 선거결과가 어떻게 될 지 장담할 수 없는 상황이었다. 그러나 1992년 4월 9일 치러진 영국 총선에서 보수당은 여론조사기관의 예측과는 달리 4연속 총선 승리를 맞이하게 되었다. 보수당은 특히 역사상 처음으로 득표수가 1400만 표를 넘긴 정당이 되었다.
1992년 9월 16일 영국정부가 단일유럽통화 도입을 앞두고 시행되던 유럽 환율 메커니즘 (ERM)의 변동폭 하한선을 파운드화가 충족하지 못했다는 이유로 매커니즘 탈퇴를 전격 선언하면서 영국 경제에 금융위기를 불러온 검은 수요일이 발생하였다. 뒤이은 경기침체 기간 동안 영국의 실업률은 급격히 증가하여 300만 명에 도달하였으며, 대출만기로 인한 자택 압류를 당한 가구가 100만 건에 달한 것으로 집계됐다. 이듬해 1993년 4월 메이저 정부는 경기침체 종료를 선언하였으나, 그간의 금융위기는 보수당의 재정관리 능력에 의문을 제기하는 시각이 늘어나는 계기로 작용했다. 1994년부터는 브리티시 레일을 민영화하고 각 부문을 별개의 기업으로 분할하였다.
보수당은 유럽 연합 내 영국의 역할을 두고 상당한 내분에 시달렸다. 케네스 클라크 재무장관이 주도한 친유럽주의 계파는 유럽연합 내 참여 확대를 대체로 지지한 반면, 존 레드우드 의원이 주도한 당내 유럽회의주의 계파는 더 이상의 유럽연합 통합 노력은 그만두어야 한다는 주장으로 맞섰다. 단일 유럽통화 도입 문제도 당내 갈등을 증폭시켰다. 메이저 총리 역시 1995년 존 레드우드 당시 웨일스장관의 당대표 도전에 직면하여 가까쓰로 신승하였으나, 레드우드 장관이 받은 표가 결코 무시할 수 없는 수준이어서 총리의 당내 입지는 더욱 약화되고 있었다.
동시기 영국 언론에서도 보수당 정권의 경제실책과 성추문을 질타하였으며 1994년 말 정당지지율은 사상 최저치에 이른 반면, 제1야당인 노동당은 신노동당을 천명하며 최고의 인기를 구가하고 있었다. 1995년부터는 본격적인 경제회복기에 들어서면서 실업률이 감소함에 따라 보수당의 지지율이 어느 정도 회복되는 모습을 보였으나 집권을 이어갈 수준은 아니었기에, 임기 5년이 다다르면서 치러지게 된 1997년 영국 총선을 앞두고서는 노동당으로의 정권교체가 여전히 확실한 상황이었다. 결국 노동당의 효과적인 선거운동과 더불어 보수당은 1906년 영국 총선 이래 최저 의석수를 기록하며 대패했다. 스코틀랜드와 웨일스 지역구를 잃고 잉글랜드 지역정당으로 전락한 것은 물론, 전국 어디에서도 새로 획득한 지역구가 없는 최악의 선거결과로 기록됐다.

### 야당 시절 (1997년~2010년)
선거 패배 후 당대표직에서 사퇴한 존 메이저의 후임으로 윌리엄 헤이그가 당선되었다. 노동당 정권초의 허니문 기간을 지나 2000년 9월 영국 연료 시위를 계기로 보수당은 지난 총선 이래 처음으로 노동당의 지지율을 근소차로 앞서면서 다가오는 총선에 기대감을 더했다. 이듬해 2001년 총선이 선언되면서 선거운동을 지휘하게 된 윌리엄 헤이그는 노동당 정권이 영국을 '외국땅' (foreign land)으로 만들고 있다는 강경발언으로 상당한 비판을 받았다. 2001년 영국 총선은 지난 총선 결과에 필적하는 노동당의 2연승으로 결론이 났으며, 보수당이 탈환한 지역구는 1석에 그치고 말았다.
2001년 윌리엄 헤이그의 후임 당대표로 이언 덩컨 스미스가 당선되었다. 덩컨 스미스는 강경 유럽회의주의자였으나 당대표 임기 동안 유럽연합 정책으로 인한 당내 갈등이 불거지지는 않았는데 이는 노동당 정권의 유럽연합 헌법 도입을 위한 국민투표 추진에 보수당 인사 전원이 반대 입장으로 단결하였기 때문이다. 덩컨 스미스 재임기의 보수당의 지지율은 노동당과 엇비슷한 수준이었으나, 정작 덩컨 스미스 본인은 차기 총선을 지휘하기도 전에 2003년 보수당 의원이 발의한 불신임 결의가 가결되면서 당대표에서 물러나고 말았다. 2003년 11월 6일 당대표 경선에서 마이클 하워드가 단일후보로 출마해 투표 없이 당대표로 당선되었다.
2년 뒤 치러진 2005년 영국 총선에서 보수당은 의석수를 확대하며 노동당의 과반우위 의석수를 줄이는 데 성공하였으나 승리하지는 못했다. 선거 다음날 하워드는 당대표직에서 사퇴하였으며, 그해 당대표 경선에서는 데이비드 캐머런이 차기 당대표로 당선되어 보수당의 개혁과 재편을 주도하게 되었다. 2006년~2007년 초 보수당은 노동당의 지지율을 다시 앞서게 되었으며, 2007년 여름 고든 브라운 총리가 노동당 신임 총리로 취임하면서 여론조사는 더욱 혼전 양상을 보이게 되었다. 2008년 5월 런던 시장 선거에서는 보수당의 보리스 존슨 총리가 노동당의 켄 리빙스턴 후보를 누르고 시장에 당선되는 동시에 사상 처음으로 런던 의회의 제1당으로 발돋움했다.

### 정권교체와 브렉시트 (2010년~2024년)
2010년 5월 실시된 영국 총선에서 보수당은 제1당이 되었으나 과반의석수에는 도달하지 못해 자유민주당과 연립내각을 꾸리면서 정권교체에 성공하였다. 이후 보수당은 세 번의 총선을 치르며 다수당 정부와 소수당 정부를 번갈아 가며 집권하였으며, 데이비드 캐머런, 테레사 메이, 보리스 존슨, 리즈 트러스, 리시 수낵 등 다섯 명의 총리를 거쳤다. 2010년대 초 데이비드 캐머런 정권기에는 세계 금융 위기의 여파로 인한 불황 속에서의 경제관리와 조지 오스본 재무장관의 긴축정책이 실시되었으며, 사회적으로는 의료복지에 대한 대대적인 변화, 이민자수 증가에 반하는 엄격한 이민정책, 교육과 견습제도 개혁, 일부 국가자산의 민영화, 잉글랜드 웨일스의 동성결혼 합법화 등이 이루어졌다.
2015년 영국 총선으로 과반을 확보해 단독집권하게 된 캐머런 정부는 선거공약에 따라 유럽연합 탈퇴 여부를 묻는 국민투표 (브렉시트 국민투표)를 실시하였다. 투표 결과는 여론조사나 각계각층의 예상과는 달리 유럽연합에서 탈퇴하는 것으로 결론지어졌다. 투표결과에 대한 책임으로 데이비드 캐머런은 총리직에서 물러나면서, 후임 총리로 테레사 메이가 당선되었다. 브렉시트 실현 방안을 놓고 영국 정계가 상당한 논란과 갈등에 휩싸인 가운데, 메이 총리는 국민들의 지지로 하여금 브렉시트 추진력을 얻겠다며 조기 총선의 승부수를 던졌으나 보수당의 의석수가 오히려 줄어들면서 과반에 못 미치는 결과를 맞이하고 말았다. 소수정당과의 신임 공급협약 체결로 집권을 유지한 메이 총리는 이후로도 브렉시트 정책과 관련해 당내 갈등에서 벗어나지 못하였고, 결국 2019년 브렉시트 실현법안을 통과시키지 못했다는 책임으로 총리직을 사퇴하였다.
2019년 당대표 경선에서는 보리스 존슨 전 런던 시장이 당선되었다. 그해 말 존슨 총리는 다시 한번 브렉시트 추진의 원동력을 얻기 위해 조기 총선을 실시하였는데 이번에는 보수당이 1987년 총선 이래 최다 과반의석수를 차지하며 대승을 거두었다. 이듬해 2020년 관련법안을 통과시키며 브렉시트를 완수한 보리스 존슨 총리는 전세계를 강타한 코로나19의 영국 내 유행사태의 대응을 주도하였다. 2021년 말에는 코로나 초창기 전국적인 봉쇄기간 중 존슨 총리 본인을 비롯한 내각인사와 보좌관 등 고위인사들이 방역수칙을 어긴 채 파티와 모임을 개최했다는 이른바 '파티게이트'가 폭로되었다. 영국 국민의 반발 속에 정부관료 62명이 스캔들에 연루되어 줄사퇴하는 초유의 사태가 벌어졌고 2022년 7월 보리스 존슨은 총리직에서 사퇴하였다.
2022년 8월 후임 당대표로 당선된 리즈 트러스는 감세정책 추진 과정에서 재원방안을 마련하지 않아 금융계에 거대한 혼란을 불러일으키는 동시에 보수당의 지지율이 수직낙하하는 '미니예산 논란'을 일으켰다. 결국 리즈 트러스 총리는 취임한 지 44일 만에 총리직에서 물러나면서 영국 역사상 최단명 총리로 기록되는 불명예를 안았다. 2022년 10월 당대표 경선에서 후임 총리로 리시 수낵이 당선, 영국 최초의 남아시아계 총리가 되었다. 수낵 총리는 경제 회복기로의 전환과 함께 2024년 조기 총선을 선언하였으나 분위기 반전에 실패하고 키어 스타머가 이끄는 노동당에 대패하였다. 이 선거에서 보수당이 획득한 의석수는 1906년 총선 결과보다 낮은 121석에 그치면서, 1834년 창당 이래 역사상 최악의 선거결과로 기록되었다.

## 이념
보수당은 반동주의 혹은 수구주의를 지향하지 않고, 시대의 흐름을 수용한 점진적인 변화를 추구한다. 이는 아일랜드 독립, 선거권 확대, 복지제도 채택 등의 사안에서 자유당 및 노동당 정부의 개혁을 뒤집지 않고 인정한 채 그들의 가치를 지키려고 노력하는 점에서 드러난다.

## 역대 선거 결과
첫 선거였던 1835년 영국 총선부터 제1야당을 차지, 1837년 영국 총선에서 처음 집권여당이 되었다. 이후 현재까지 집권여당이나 제1야당의 지위 중 하나를 번갈아 차지하고 있으며 원내 제3당으로 전락한 선거는 한번도 없었다.
가장 큰 승리를 거둔 선거는 의석수 470석, 득표율 55.0%를 기록한 1931년 영국 총선이었으며, 반대로 가장 큰 패배를 당한 선거는 의석수 121석, 득표율 23.7%를 기록한 2024년 영국 총선이다. 2024년 이전까지 가장 큰 패배를 기록했던 선거는 의석수 165석, 득표율 30.7%를 기록한 1997년 영국 총선이었다.
| 선거    | 당선자    | 득표율 | 당 대표              |
| ------- | --------- | ------ | -------------------- |
| 1835    | 273 / 658 | 42.8%  | 로버트 필            |
| 1837    | 314 / 658 | 47.6%  | 로버트 필            |
| 1841    | 367 / 658 | 50.9%  | 로버트 필            |
| 1847    | 325 / 656 | 42.7%  | 에드워드 스탠리      |
| 1852    | 330 / 654 | 41.9%  | 에드워드 스탠리      |
| 1857    | 264 / 654 | 33.5%  | 에드워드 스탠리      |
| 1859    | 298 / 654 | 34.3%  | 에드워드 스탠리      |
| 1865    | 289 / 658 | 40.5%  | 에드워드 스탠리      |
| 1868    | 271 / 658 | 38.4%  | 벤저민 디즈레일리    |
| 1874    | 350 / 652 | 44.3%  | 벤저민 디즈레일리    |
| 1880    | 237 / 652 | 42.5%  | 벤저민 디즈레일리    |
| 1885    | 247 / 670 | 43.5%  | 로버트 개스코인 세실 |
| 1886    | 393 / 670 | 51.1%  | 로버트 개스코인 세실 |
| 1892    | 313 / 670 | 47%    | 로버트 개스코인 세실 |
| 1895    | 411 / 670 | 49%    | 로버트 개스코인 세실 |
| 1900    | 402 / 670 | 50.3%  | 로버트 개스코인 세실 |
| 1906    | 156 / 670 | 43.4%  | 아서 밸푸어          |
| 1910.1  | 272 / 670 | 46.7%  | 아서 밸푸어          |
| 1910.12 | 271 / 670 | 46.3%  | 아서 밸푸어          |
| 1918    | 532 / 707 | 33.3%  | 앤드루 보너 로       |
| 1922    | 394 / 615 | 38.5%  | 앤드루 보너 로       |
| 1923    | 358 / 615 | 38.0%  | 스탠리 볼드윈        |
| 1924    | 412 / 615 | 46.8%  | 스탠리 볼드윈        |
| 1929    | 360 / 615 | 38.1%  | 스탠리 볼드윈        |
| 1931    | 470 / 615 | 55.0%  | 스탠리 볼드윈        |
| 1935    | 486 / 615 | 47.8%  | 스탠리 볼드윈        |
| 1945    | 497 / 640 | 36.2%  | 윈스턴 처칠          |
| 1950    | 482 / 625 | 40.0%  | 윈스턴 처칠          |
| 1951    | 521 / 625 | 48.0%  | 윈스턴 처칠          |
| 1955    | 545 / 630 | 49.7%  | 앤서니 이든          |
| 1959    | 465 / 630 | 49.4%  | 해럴드 맥밀런        |
| 1964    | 404 / 630 | 43.4%  | 앨릭 더글러스흄      |
| 1966    | 453 / 630 | 41.9%  | 에드워드 히스        |
| 1970    | 430 / 630 | 46.4%  | 에드워드 히스        |
| 1974.2  | 497 / 635 | 37.9%  | 에드워드 히스        |
| 1974.10 | 477 / 635 | 35.8%  | 에드워드 히스        |
| 1979    | 439 / 635 | 43.9%  | 마가렛 대처          |
| 1983    | 497 / 650 | 42.4%  | 마가렛 대처          |
| 1987    | 476 / 650 | 42.2%  | 마가렛 대처          |
| 1992    | 436 / 651 | 41.9%  | 존 메이저            |
| 1997    | 165 / 659 | 30.7%  | 존 메이저            |
| 2001    | 166 / 659 | 31.7%  | 윌리엄 헤이그        |
| 2005    | 198 / 646 | 32.4%  | 마이클 하워드        |
| 2010    | 306 / 650 | 36.1%  | 데이비드 캐머런      |
| 2015    | 330 / 650 | 36.9%  | 데이비드 캐머런      |
| 2017    | 317 / 650 | 42.3%  | 테리사 메이          |
| 2019    | 365 / 650 | 43.6%  | 보리스 존슨          |
| 2024    | 121 / 650 | 23.7%  | 리시 수낵            |

## 같이 보기
- 자유당 (영국)
- 브리튼 국민당
- 국민전선
- 노동당
- 자유민주당